# Musica nova

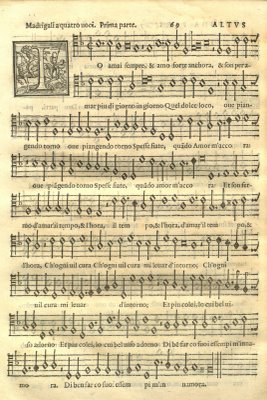
Notensatz aus der Musica nova

Musica nova ist eine Sammlung von Vokalsätzen des Komponisten Adrian Willaert, die 1559 auf die Initiative von Alfonso II. d’Este hin gedruckt wurde. Willaert verband darin Stilelemente seiner flämischen Heimat mit der Musik Italiens.
Die Sammlung umfasst 27 vier- bis siebenstimmige Motetten und 25 vier- bis siebenstimmige Madrigale, die jeweils nach der Stimmenzahl geordnet waren. Die gemeinsame Publikation von geistlichen Motetten und weltlichen Madrigalen war bis dato ohne Vorbild.

## Entstehung
Die meisten Stücke lagen bereits 1540 handschriftlich vor, waren aber nur einem kleinen Kreis von Komponisten, Theoretikern, Sängern und Mäzenen bekannt. Der damalige Thronfolger und spätere Herzog von Ferrara Alfonso II. erwarb 1554 das Manuskript, um es in Venedig veröffentlichen zu lassen. Der Druck ist mit einer Vorrede des Komponisten und früheren Schülers Willaerts Francesco Viola ausgestattet, in welcher der Wert der Stücke für die gesamte Musikwelt betont wird.

## Textstruktur
Die Texte der Madrigale sind in der Form des Sonetts gehalten, es findet eine Zäsur zwischen Quartetten und Terzetten statt, die musikalische Form wird dadurch zweiteilig. Gegenüber der Detailmalerei überwiegt die Deklamation der Texte im kontrapunktischen Geflecht aus diastematischer und rhythmisch freier Imitation. Die Madrigaltexte stammen bis auf ein Sonett von Panfilo Sasso aus dem Canzoniere von Petrarca. Für die geistlichen Motetten benutzte Willaert verschiedene Texte aus dem Alten und dem Neuen Testament.

## Musikalischer Aufbau
Die modale Ordnung des Satzes bleibt trotz einzelner Querstände, Chromatismen und dissonanter Schichtungen im Allgemeinen gewahrt. Die Motetten zeichnen sich zum Teil durch einen c.f.-Satz mit kanonischer Stimmführung oder durch eine imitatorische Behandlung von Choralmelodien aus. Die siebenstimmigen Madrigale erwecken durch wechselnde Stimmgruppen den Eindruck der Doppelchörigkeit.